# Mińsk Mazowiecki (stacja kolejowa)

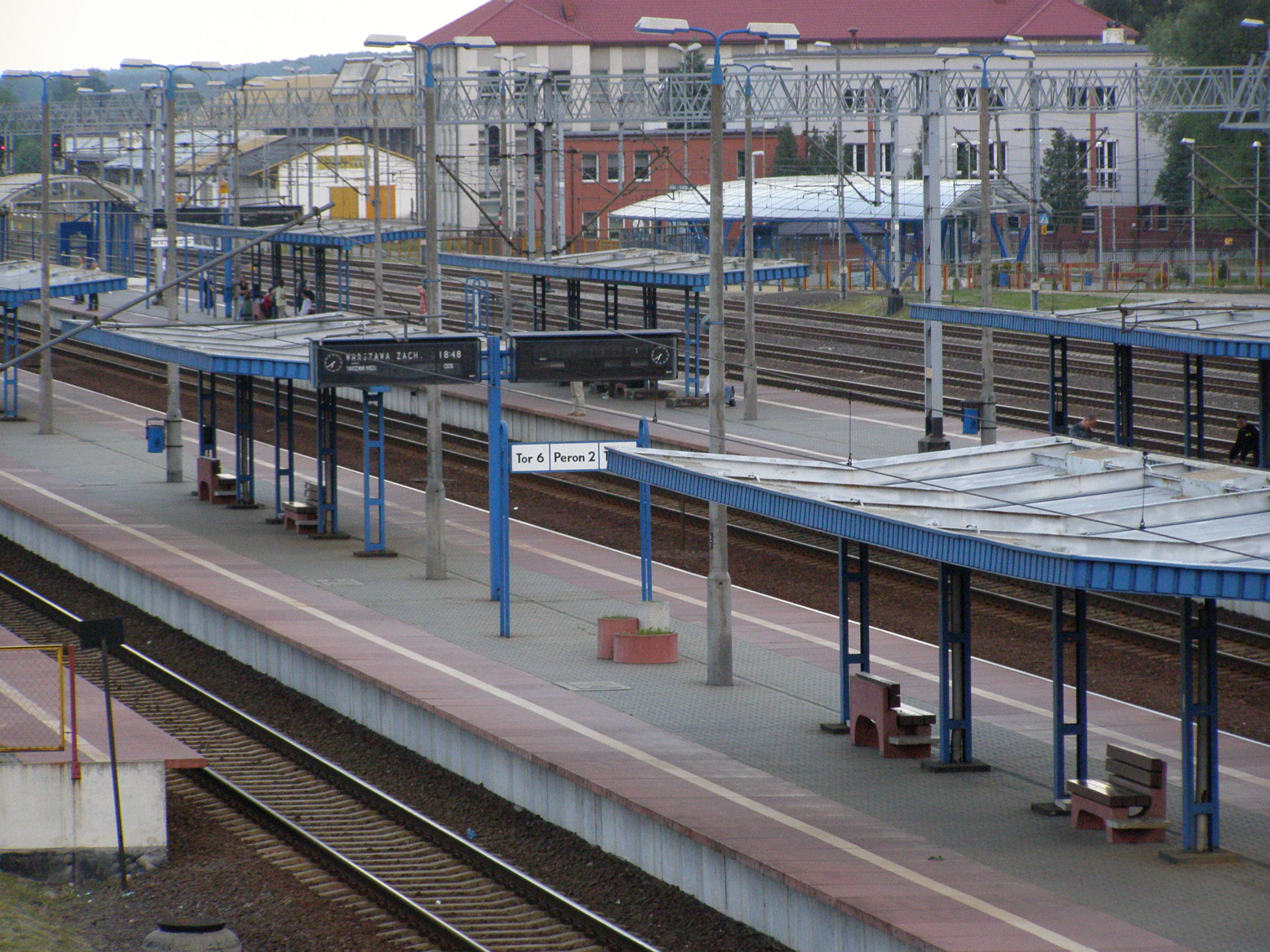
Widok z kładki

Mińsk Mazowiecki (skrót MMz) – stacja kolejowa w Mińsku Mazowieckim, w województwie mazowieckim w Polsce. Według klasyfikacji PKP ma kategorię dworca aglomeracyjnego.
Jest to stacja wielofunkcyjna (pasażerska, rozrządowa, towarowa, manewrowa i w ograniczonym stopniu węzłowa) z dworcem przelotowo-czołowym.

## Ruch pasażerski
| Rok  | Wymiana roczna | Wymiana pasażerska na dobę | Miejsce w Polsce |
| ---- | -------------- | -------------------------- | ---------------- |
| 2017 | 2 560 000      | 7000                       | 33               |
| 2018 | 2 770 000      | 7600                       | 30               |
| 2019 | 2 370 000      | 6500                       | 40               |
| 2020 | 2 850 000      | 7800                       | 18               |
| 2021 | 2 850 000      | 8900                       | 18               |
| 2022 | 4 124 500      | 11 300                     | 22               |
| 2023 | 4 015 000      | 10 000 - 12 000            | ?                |

## Historia
- lata 60. XIX wieku – budowa kolei z Warszawy do Brześcia
  - 9 października 1866 roku – otwarcie stacji
- koniec XIX wieku – budowy kolei z Pilawy do Tłuszcza
- 15 grudnia 1937 roku – uruchomienie kolei elektrycznej z Warszawy do Mińska Mazowieckiego
- 1979 – otwarcie obecnego dworca
- 1998–2000 – renowacja torowiska, peronów oraz przejść nadziemnych współfinansowana ze środków Unii Europejskiej
- 2006–2007 – budowa przejścia podziemnego również współfinansowana ze środków Unii Europejskiej
  - 2 czerwca 2007 – oddanie do użytku

## Lokalne centrum sterowania
Przy zachodniej głowicy stacji znajduje się Lokalne Centrum Sterowania. Poza stacją Mińsk Mazowiecki steruje ono również stacjami Sulejówek Miłosna i Mrozy oraz posterunkiem odgałęźnym Stojadła, a także ruchem pociągów na szlaku z Warszawy Rembertowa do Siedlec.

## Dworzec kolejowy

### Budynek dworca
Duży dworzec z poczekalnią wybudowany za czasów PRL (przedwojenny został zniszczony) stanowi główną część Placu Dworcowego.

### Przejścia przez tory

#### Przejście podziemne

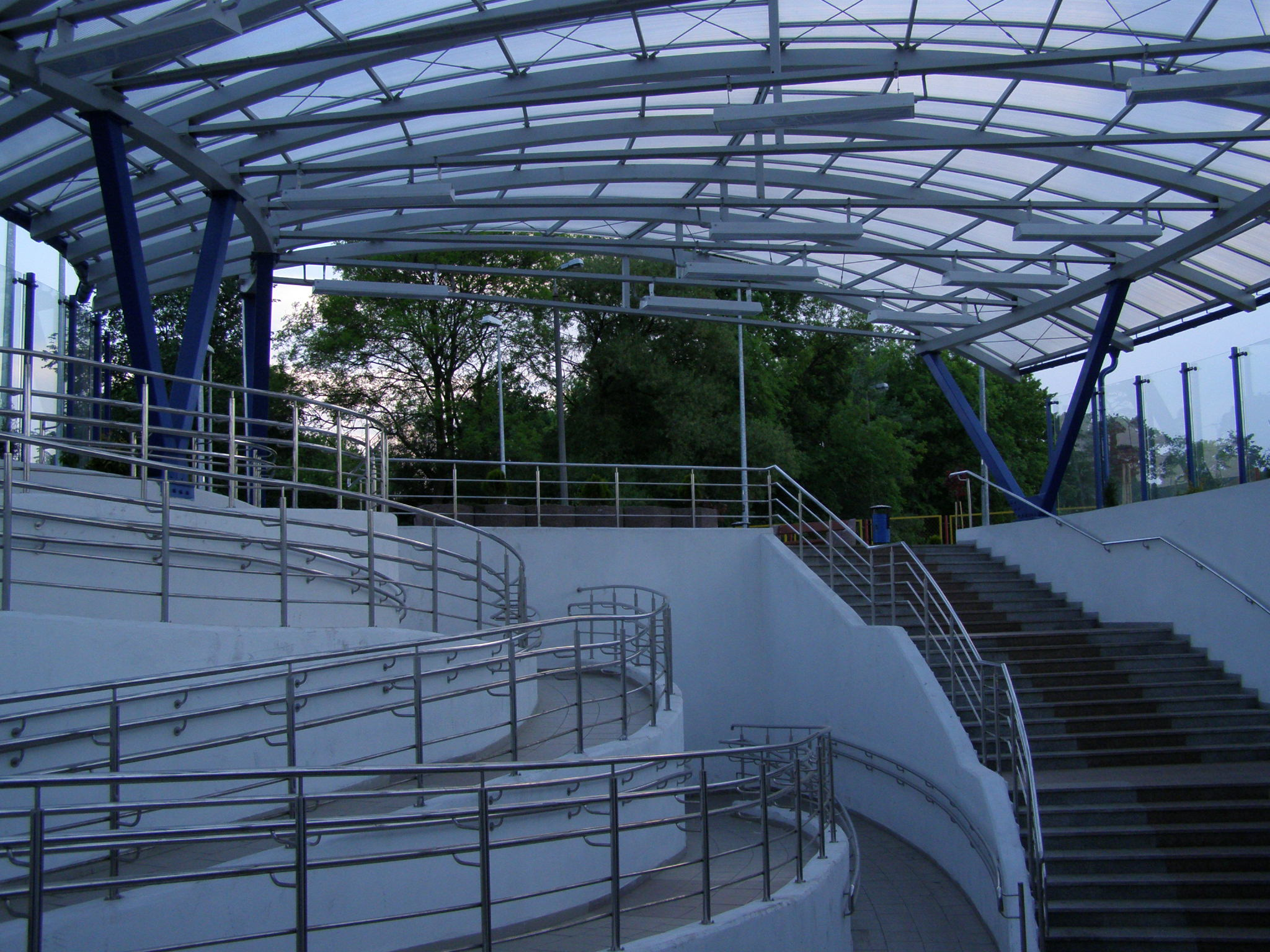
Wejście do podziemia od strony Zatorza

Nowoczesne przejście podziemne powstało w latach 2006–2007. Oficjalne otwarcie nastąpiło 2 czerwca 2007 roku.
Poza niewielką zmianą dla pieszych i poprawą estetyki (likwidacja żelaznej kładki) wprowadza następujące udogodnienia:
- możliwość przejazdu wózkiem inwalidzkim między dwiema częściami miasta
- możliwość dostania się osobom niepełnosprawnym na perony drugi i trzeci (pierwszy znajduje się przy budynku dworca) oraz na obie strony miasta bez konieczności korzystania z podjazdów dzięki kompletowi czterech wind

#### Przejścia nadziemne
Główna kładka została rozebrana pod koniec 2006 roku. Mniejsza jest w dobrym stanie technicznym.

#### Przejście po torach
Przez kilka lat przed wybudowaniem przejścia podziemnego istniało przejście po torach przeznaczone dla osób niepełnosprawnych. Nie obejmowało ono jednak południowej części miasta. Znajdowało się dokładnie w miejscu nowego tunelu.

### Perony

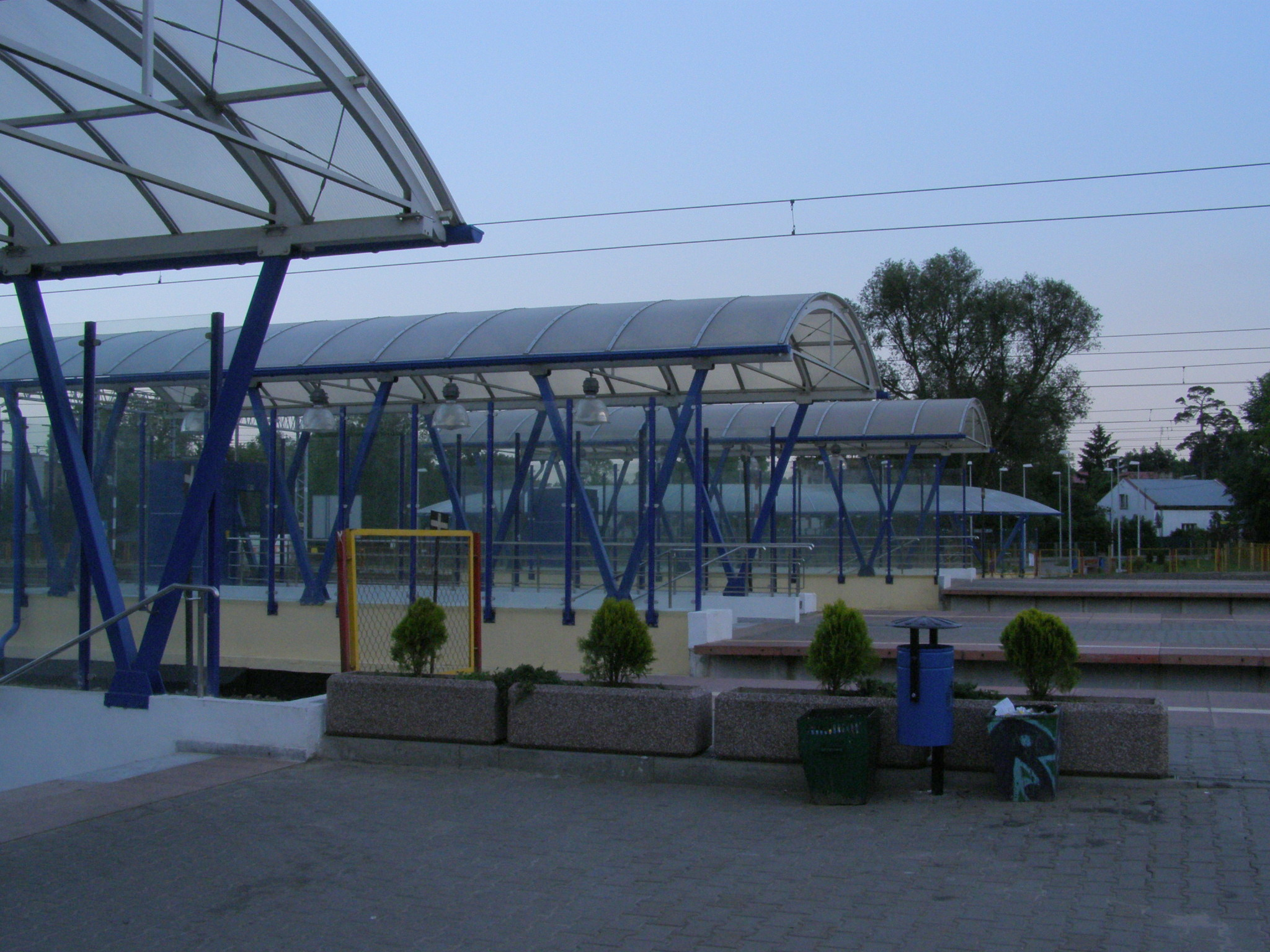
Przejście i perony

Perony powstały na przełomie XX i XXI wieku w ramach przebudowy linii kolejowej Warszawa Rembertów – Siedlce – Terespol. Mają standardową wysokość (wysokie), są wykończone elementami betonowymi i posiadają wiaty przystankowe.

### Połączenia pasażerskie
- Czeremcha
- Łuków
- Mińsk Osobowy
- Moskwa
- Mrozy
- Radom
- Siedlce
- Szczecin Główny (przez Poznań Główny, do pociągu przyłączane są także wagony do Świnoujścia)
- Terespol
- Hajnówka
- Warszawa Zachodnia
  - Grodzisk Mazowiecki
  - Łowicz Główny
  - Skierniewice
  - Żyrardów

## Stacja towarowa
Na wschód od dworca kolejowego znajduje się część towarowa stacji wykorzystywana do wyładunku kruszyw.

## Układ torów

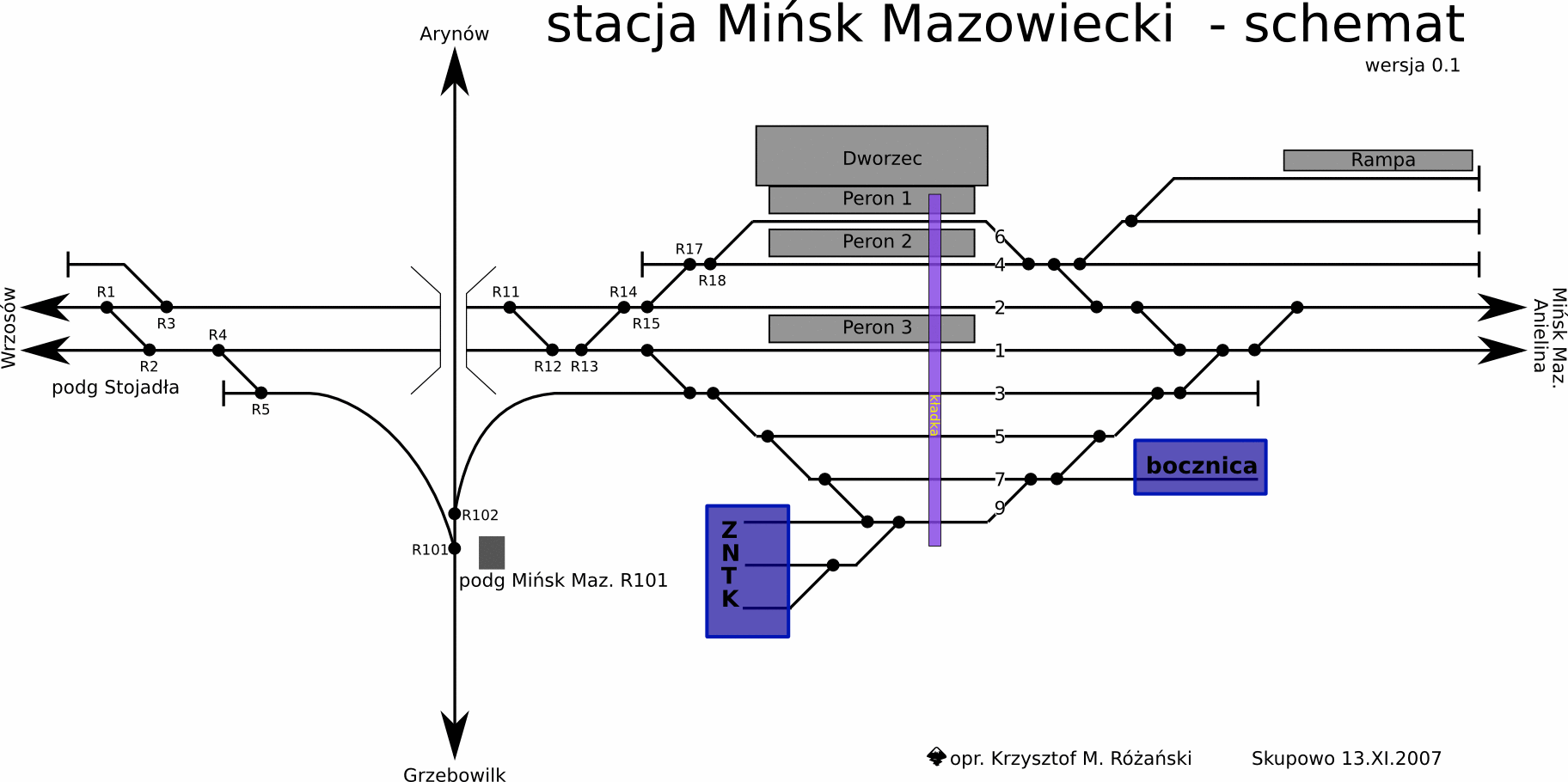
Schemat stacji

Stacja posiada 8 torów głównych na linii kolejowej nr 2 (magistrali Warszawa – Terespol), a także liczne tory boczne (m.in. do ZNTK).

## Najbliższe obiekty infrastruktury kolejowej
Najbliższymi obiektami kolejowymi, nie wchodzącymi bezpośrednio w skład stacji są:

### ZNTK „Mińsk Mazowiecki” S.A.
Jest to firma należąca do grupy Pesa. Zajmuje się naprawą i modernizacją elektrycznych pojazdów szynowych. W ostatnich latach jej klientami byli najbardziej znaczący na polskim rynku przewoźnicy kolejowi: PKP Intercity, Polregio, Koleje Mazowieckie.

### Posterunek odgałęźny Stojadła

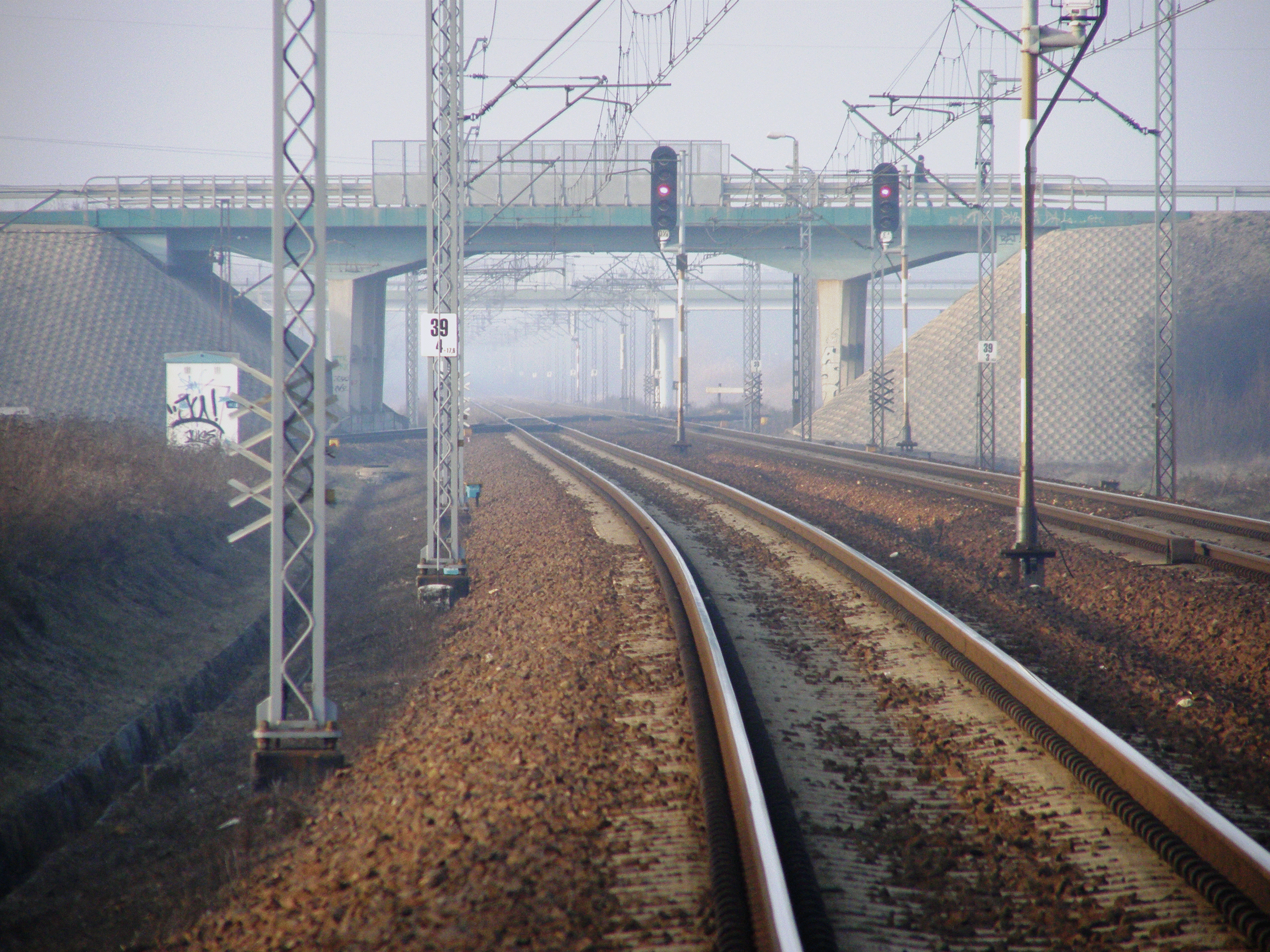
podg Stojadła

Stojadła to posterunek odgałęźny na linii kolejowej nr 2, obsługujący łącznicę nr 521. Znajduje się na pograniczu Stojadeł i Mińska Mazowieckiego, na zachód od stacji. Sterowany zdalnie, pozwala ominąć stację Mińsk Mazowiecki pociągom jadącym trasą Warszawa – Stacja Sulejówek Miłosna – Stacja Grzebowilk – Stacja Pilawa.

### Posterunek odgałęźny Mińsk Mazowiecki R101
Mińsk Mazowiecki R101 to posterunek odgałęźny na linii kolejowej nr 13, obsługujący łącznice nr 521 i 522. Znajduje się na Kędzieraku, na południowy zachód od stacji. Pozwala zjechać z linii kolejowej nr 13 pociągom jadącym od stacji Pilawa i Grzebowilk na linię kolejową nr 2 w obu kierunkach (na stacje Sulejówek Miłosna lub Mińsk Mazowiecki).

### Mińsk Mazowiecki Anielina
Mińsk Mazowiecki Anielina to przystanek osobowy na linii kolejowej nr 2. Znajduje się na Anielinie, na wschód od stacji.

### Inne
- bocznice na terenie Fabryki Urządzeń Dźwigowych
- przejazd kolejowo-drogowy z dróżnikiem na drodze wojewódzkiej nr 802

## Galeria

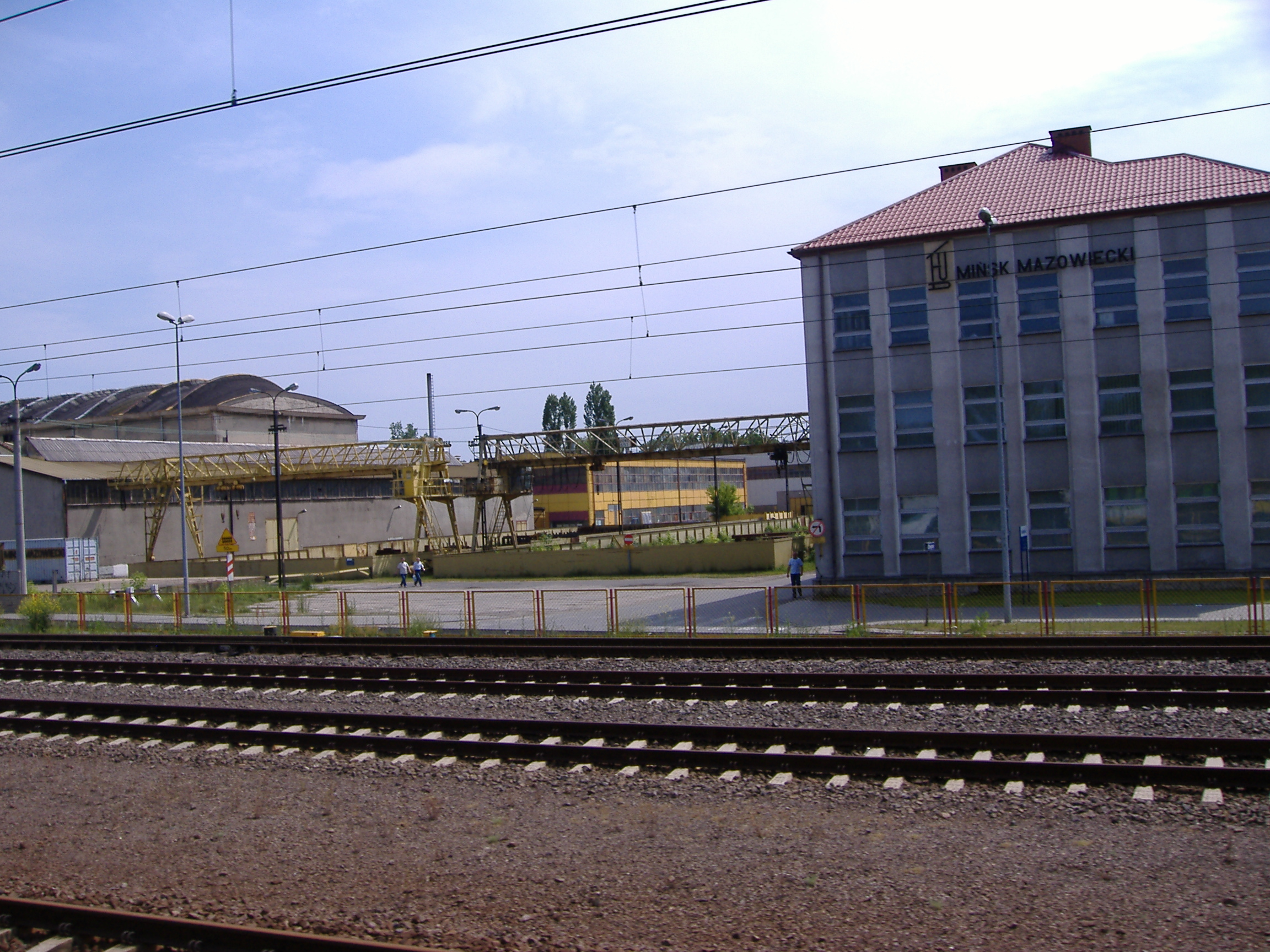
Bocznice
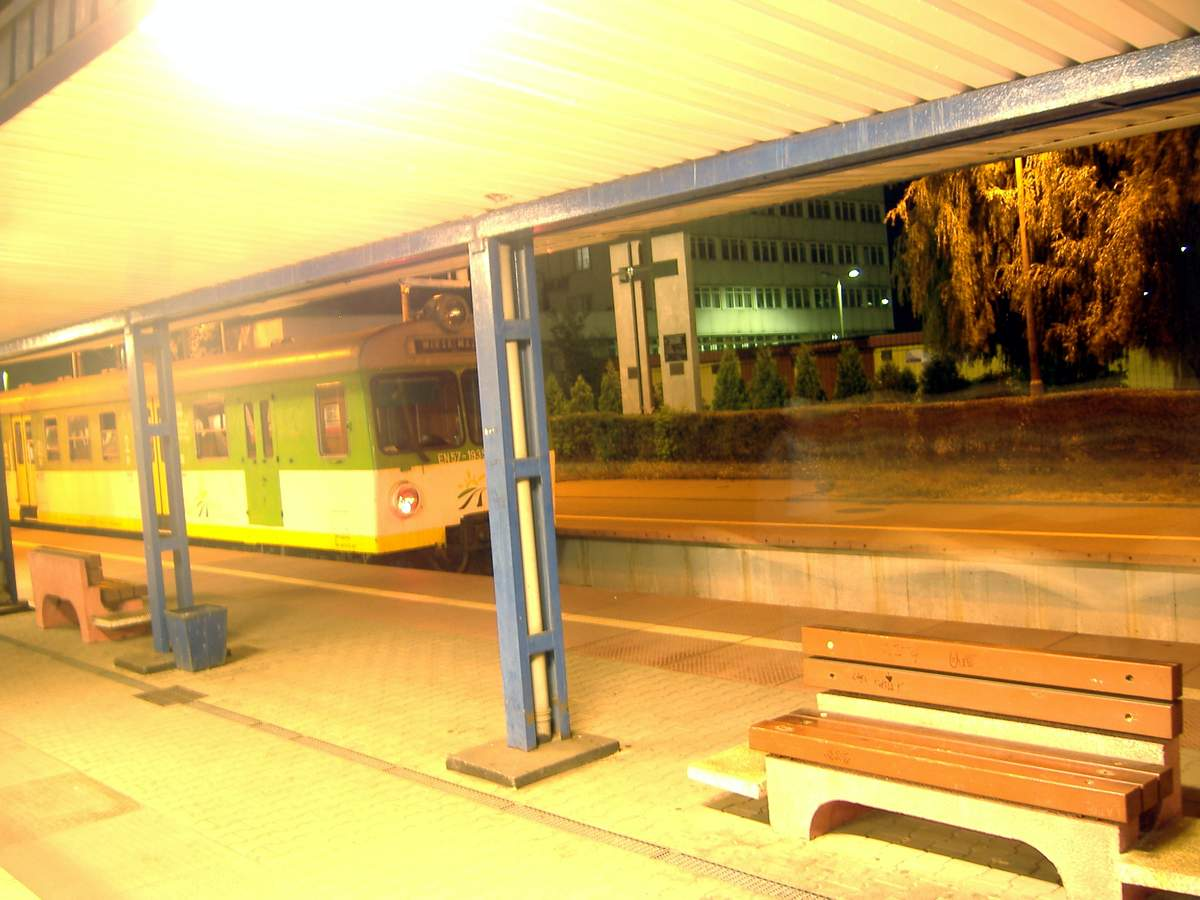
Stacja nocą
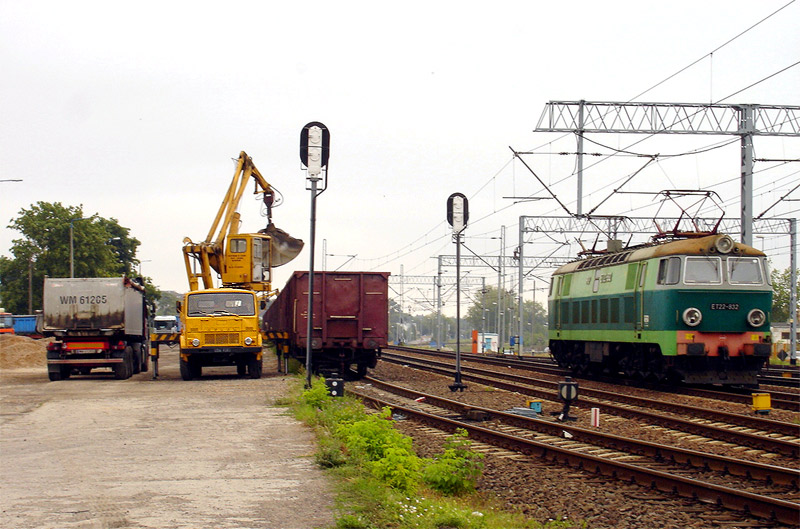
Bocznica – rampa
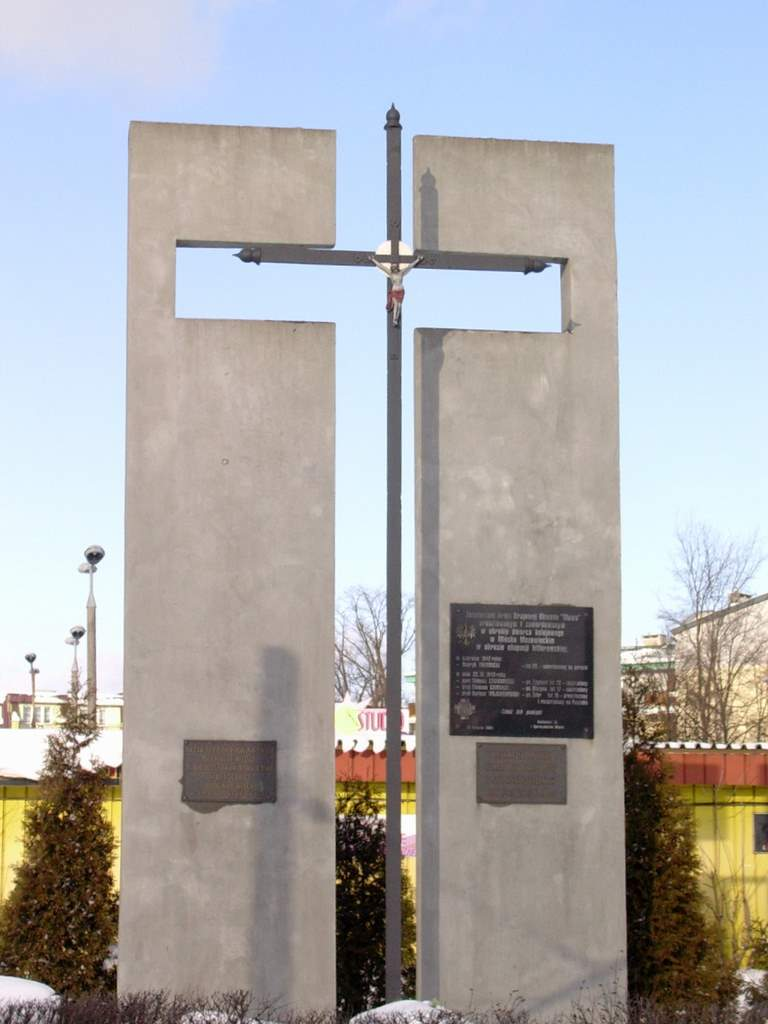
Krzyż upamiętniający uczestników Drugiej Wojny Światowej
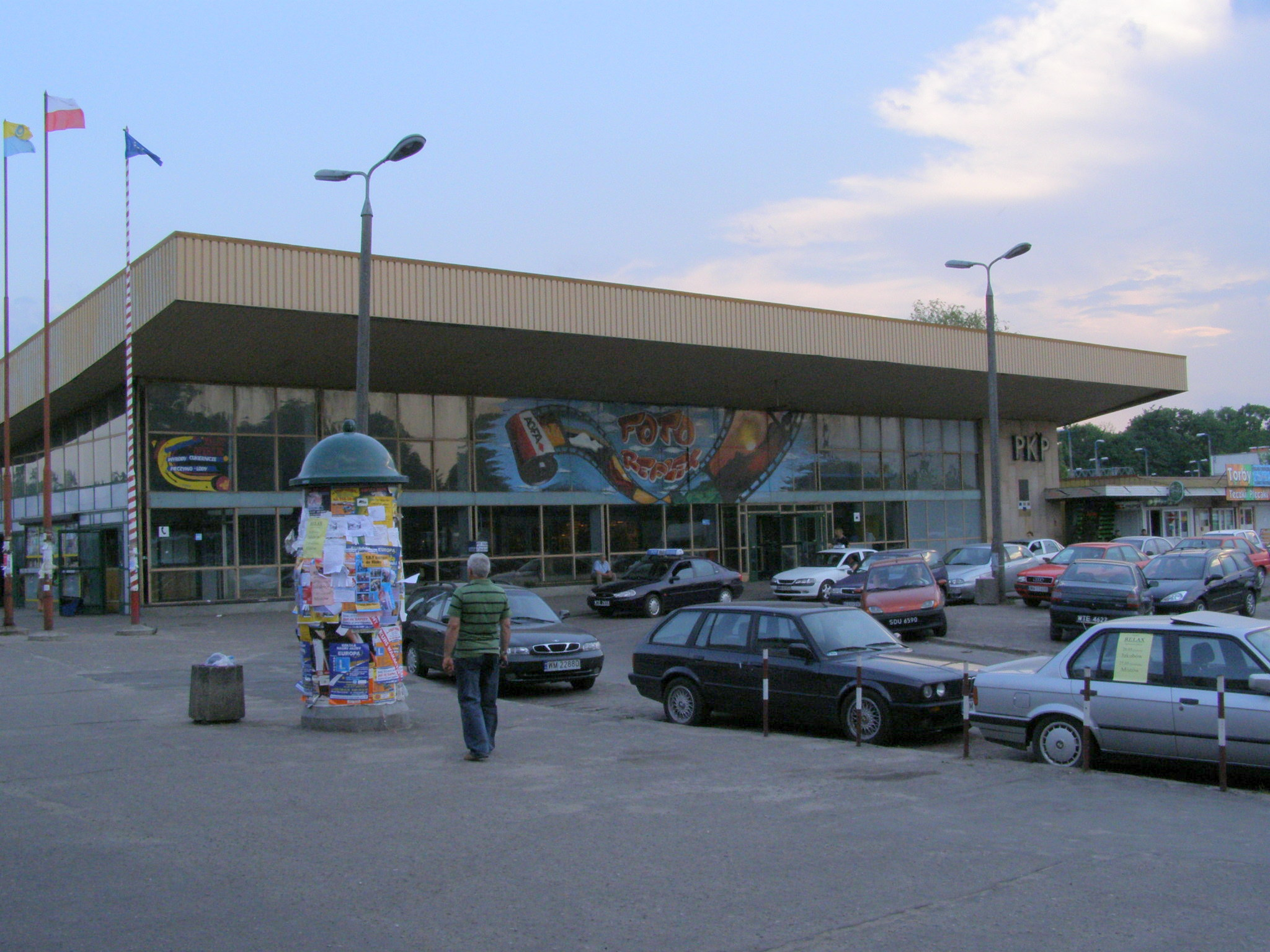
Hala dworca
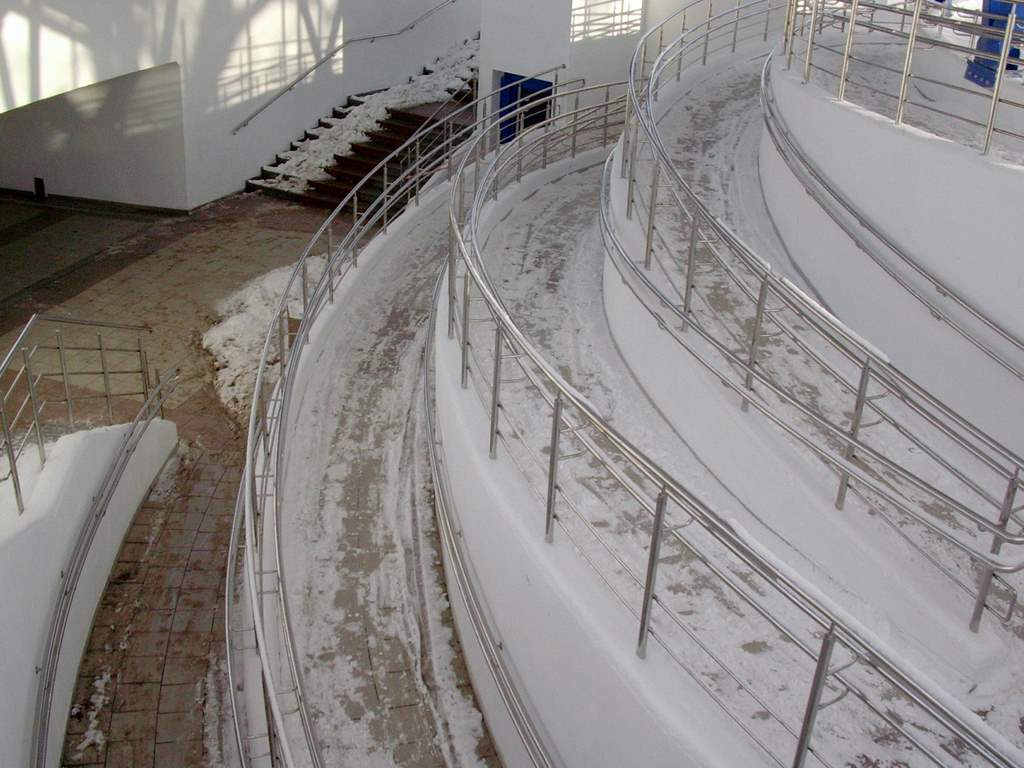
Wejście do podziemia od strony Zatorza
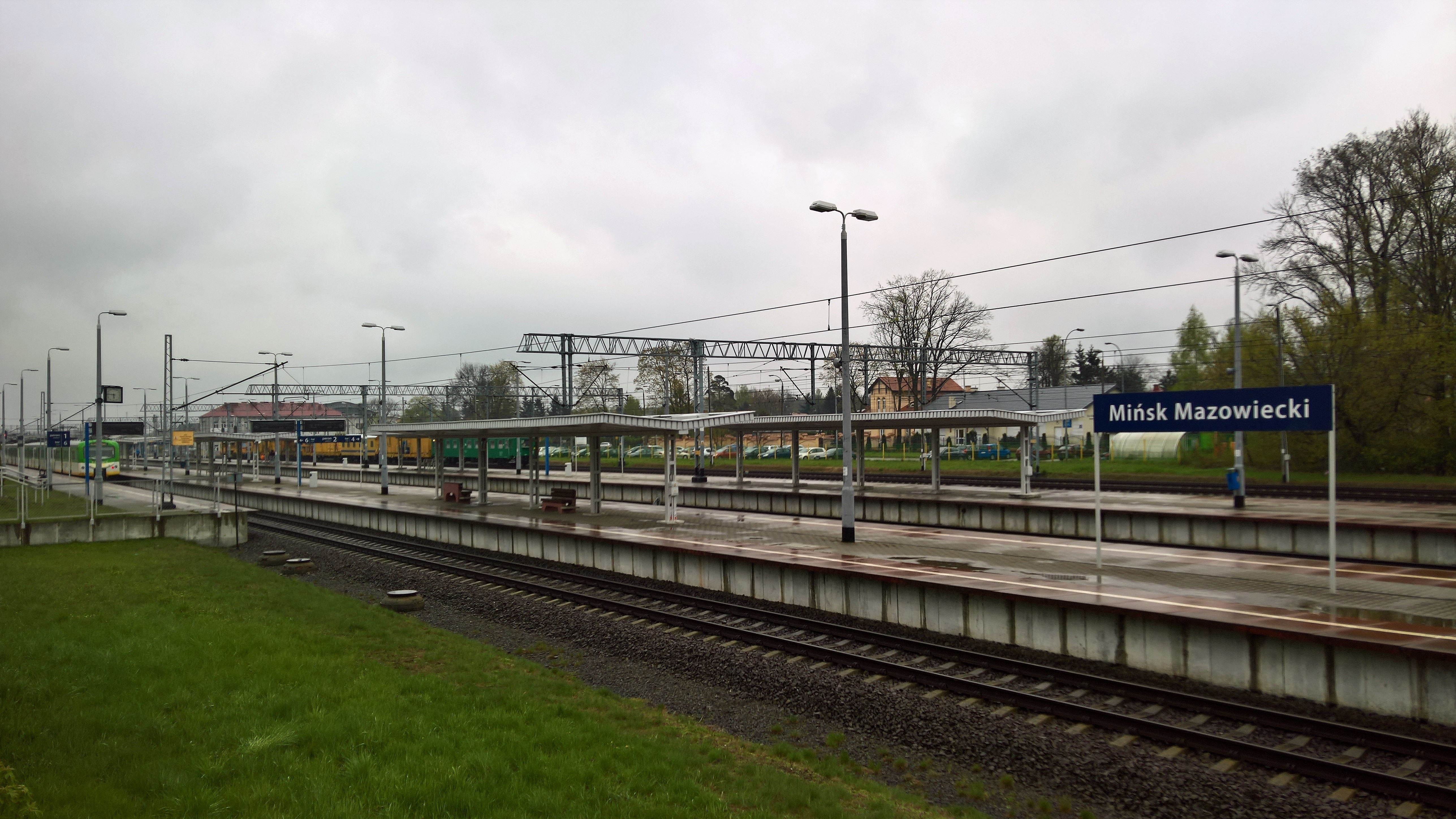
Widok na perony z ulicy
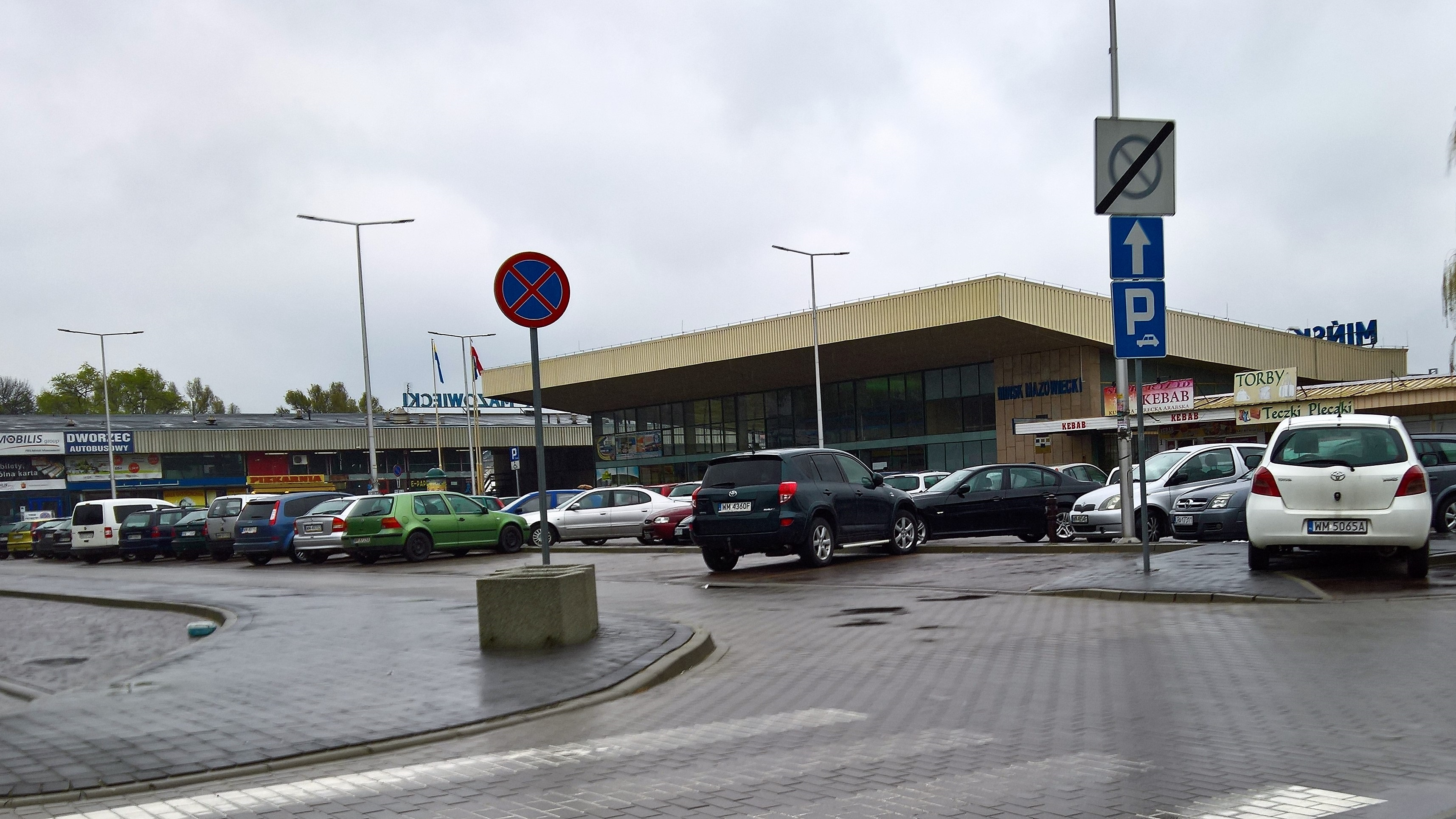
Budynek dworcowy
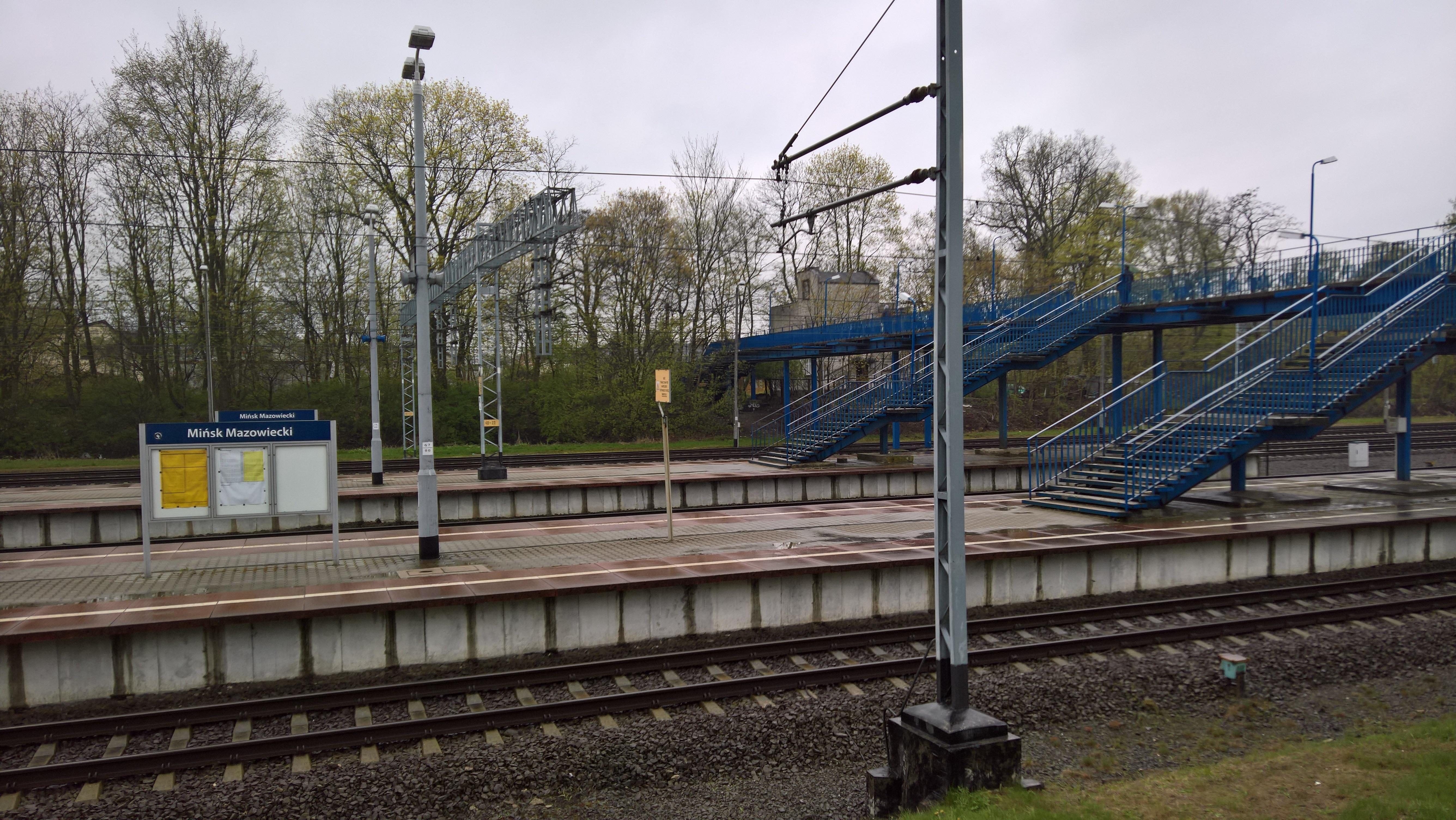
Kładka